# Carlos Loredo
Carlos Loredo Pérez (14 octobre 1951 – 17 juin 1998) était un footballeur international cubain évoluant au poste de défenseur.

## Biographie

### Carrière en sélection
Avec l'équipe de Cuba, Loredo a joué 30 matchs (pour aucun but inscrit) entre 1975 et 1987. Il figure notamment dans le groupe des sélectionnés lors des JO de 1976 et de 1980 et participe également aux éliminatoires des Coupes du monde de 1978 et 1982 (dix matchs disputés en tout).

### Hommages
Quinze ans après son décès, survenu en juin 1998, un tournoi de football – la Copa Carlos Loredo in Memoriam 2014, du 10 au 18 janvier 2014 – est disputé en son honneur.

## Palmarès

### En équipe de Cuba
- Vainqueur des Jeux d'Amérique centrale et des Caraïbes en 1970, 1974, 1978 et 1986[7].
- Finaliste des Jeux panaméricains en 1979[1].